# Margot Fonteyn
Margaret Evelyn de Arias (Reigate, Surrey, 18 de maig de 1919-Ciutat de Panamà, 21 de febrer de 1991), coneguda amb el nom artístic de Margot Fonteyn, va ser una famosa ballarina britànica. Va passar tota la seua carrera com a ballarina al The Royal Ballet (abans Sadler's Wells Theatre Company), i finalment va ser nomenada prima ballerina assoluta de la companyia per la reina Elisabet II.

## Biografia
La seua mare fou Hilda, la filla il·legítima d'una dona irlandesa, Evelyn Acheson, i l'industrial brasiler Antonio Gonçalves Fontes, i el seu pare Felix Hookman., un enginyer mecànic britànic, que treballava per a la British-American Tobacco Company.
Va començar les classes de ballet als quatre anys, va estudiar a Anglaterra i la Xina, on son pare va ser traslladat per la seua faena quan ella tenia nou anys. La seua formació a Xangai va ser amb George Goncharov, la qual cosa va contribuir al seu continu interés pel ballet rus. Tornant a Londres als 14 anys, va ser convidada a unir-se a la Vic-Wells Ballet School per Ninette de Valois. Va succeir a Alicia Markova com a prima ballarina de la companyia el 1935. El coreògraf de Vic-Wells, Sir Frederick Ashton, va escriure nombroses parts per a Fonteyn i la seua parella de ball, Robert Helpmann, amb qui va ballar des dels anys 30 fins als 40.
El 1946, la companyia, ara rebatejada com a Sadler's Wells Ballet, es va traslladar a la Royal Opera House a Covent Garden on el soci més freqüent de Fonteyn durant la següent dècada va ser Michael Somes. La seua actuació a La bella dorment de Tchaikovsky es va convertir en un paper distintiu tant per a Fonteyn com per a la companyia, però també era coneguda pels ballets creats per Ashton, com ara Symphonic Variations (1946), Cinderella (1948), Daphnis i Chloe (1951), Sylvia (1952) i Ondine (1958).
Va dirigir la companyia en una gira pels Estats Units l’any 1949 i es va convertir en una celebritat internacional. Abans i després de la Segona Guerra Mundial, Fonteyn va actuar a les emissions televisives d'espectacles de ballet a Gran Bretanya i a principis dels anys 50 va aparéixer a The Ed Sullivan Show, la qual cosa va augmentar la popularitat de la dansa als Estats Units.
Es va casar amb el polític panameny Roberto Arias el 1955 i, aquell mateix any, va aparéixer en una producció en viu i en color de La bella dorment emesa a l'NBC. Tres anys més tard, ella i Somes van ballar per a l'adaptació televisiva de la BBC de El Trencanous. Gràcies al seu reconeixement internacional i a moltes sol·licituds d'artistes convidats, el Royal Ballet va permetre a Fonteyn convertir-se en ballarina independent el 1959.
L’abril del mateix any va participar en un colp d’Estat fallit a Panamà amb el suport de castristes cubans i la intenció de derrocar al president Arnulfo Arias Madrid, cosa per la qual va ser breument empresonada.

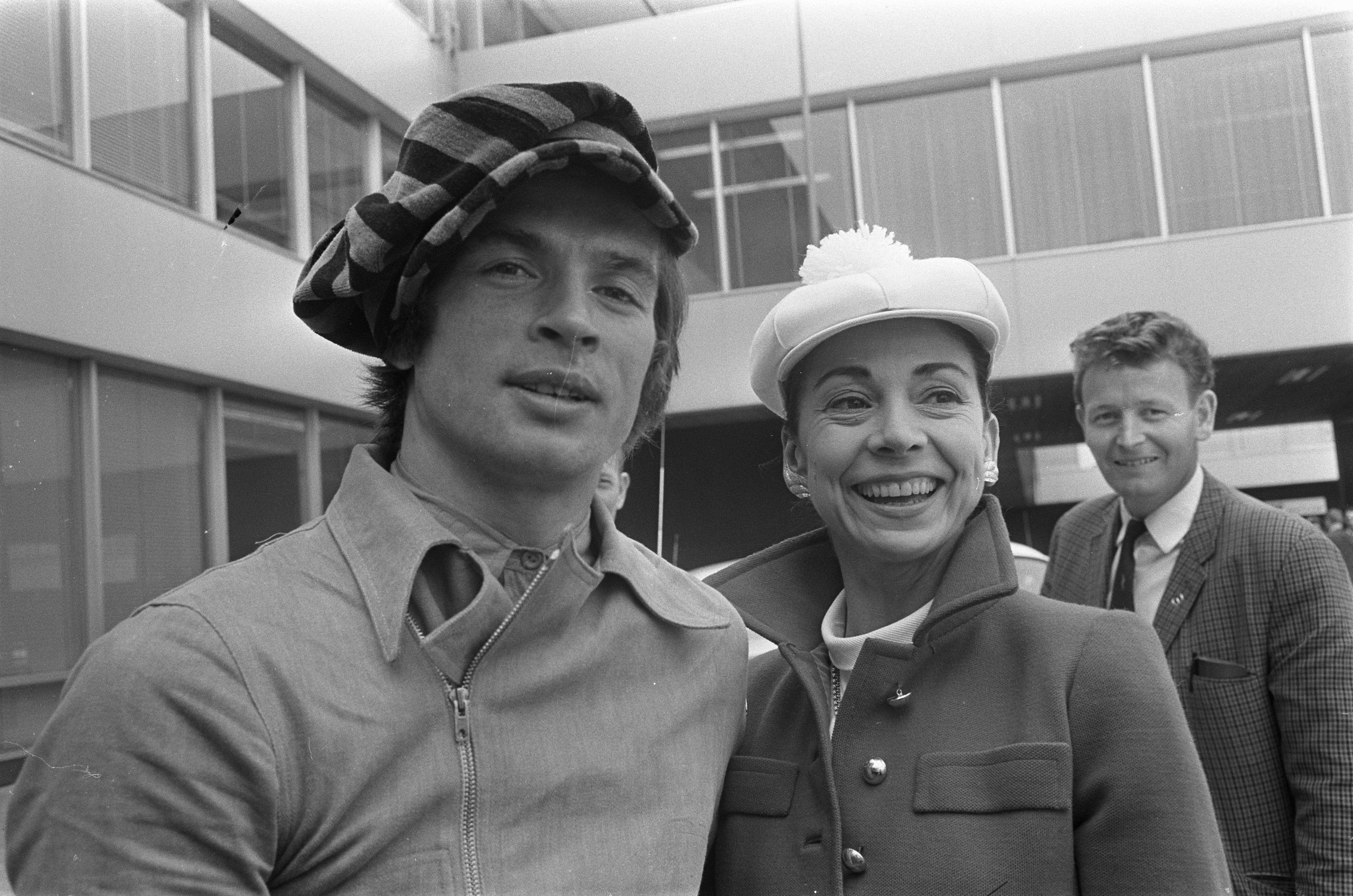
Margot Fonteyn i Rudolf Nureyev en 1968

El 1961, quan Fonteyn estava pensant a retirar-se, Rudolf Nureyev va desertar del Kírov Ballet mentre ballava a París. Fonteyn, encara que reticent a associar-se amb ell a causa dels dinou anys de diferència d'edat, van debutar amb el Royal Ballet a Giselle el 21 de febrer de 1962. El duet es va convertir immediatament en una sensació internacional. Com a parella de ball van ser també coneguts per les seues interpretacions clàssiques en obres com ara Le Corsaire Pas de Deux, Les Sylphides, La Bayadère,  Llac dels cignes, i Raymonda, en què Nureyev de vegades adaptava coreografies per mostrar el seu talent. Van estrenar Marguerite and Armand (1963) d'Ashton, que havia estat coreografiada específicament per a ells. Encara que Sir Kenneth MacMillan havia concebut el seu ballet Romeo and Juliet per a Lynn Seymour i Christopher Gable, per «raons burocràtiques» Fonteyn i Nureyev van ballar la nit d'obertura el 9 de febrer de 1965, per a decepció de MacMillan.
Roberto, el seu marit, va rebre un tir el juliol de 1964, quan intentaven assassinar-lo, que el va deixar tetraplègic, i va requerir una atenció constant per a tota la vida. L'any 1972, Fonteyn va entrar en semijubilació, tot i que va continuar ballant periòdicament fins a finals de la dècada. El 1979, el Royal Ballet va celebrar una festa en el seu honor i la va anomenar oficialment la prima ballerina assoluta de la companyia.
Es va retirar a Panamà, on va passar el seu temps escrivint llibres, criant bestiar i cuidant el seu marit. Va morir de càncer d'ovari exactament 29 anys després de la seua estrena amb Nureyev a Giselle.

## Mort i llegat

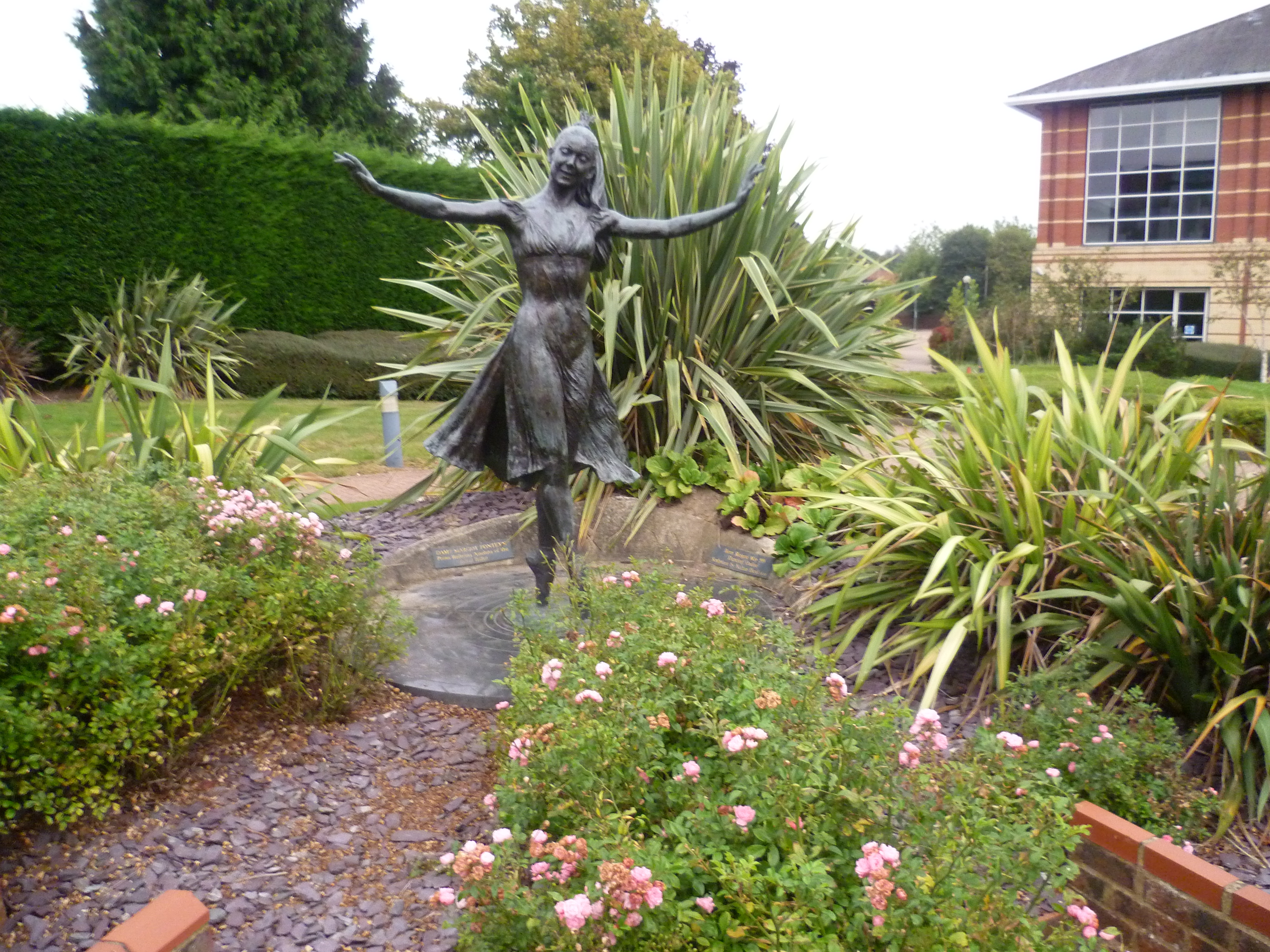
Estàtua de bronze de Fonteyn de Nathan David a Reigate, Surrey

El 1989, poc abans de la mort del seu marit, a Fonteyn se li va diagnosticar un càncer d'ovari. Després d'haver utilitzat tots els seus estalvis per cuidar l'Arias en la seva llarga malaltia, ara sense pensió, temia el calvari. La seva fillastra, Querube Arias, la va cuidar i la va acompanyar a Houston, Texas, en els seus viatges habituals a M.D. Hospital Anderson.
Poc abans de la seva mort, Fonteyn es va convertir al catolicisme romà perquè pogués enterrar les seves cendres a la mateixa tomba que Arias. A mesura que la seva salut va empitjorar, va rebre una riuada regular de missatges i flors de simpatitzants, com la reina Elisabet II i el president de Panamà. Fonteyn va morir el 21 de febrer de 1991 en un hospital de la ciutat de Panamà, als 71 anys,  en el 29è aniversari de la seva estrena amb Nureiev a Giselle. Va ser enterrada amb Arias prop de casa seva a Panamà i es va celebrar un servei commemoratiu a Londres el 2 de juliol de 1991 a l'Abadia de Westminster. Un Nureiev afligit, que estava tractant amb els seus propis problemes de salut - sida -, no va poder anar a cap dels dos serveis.

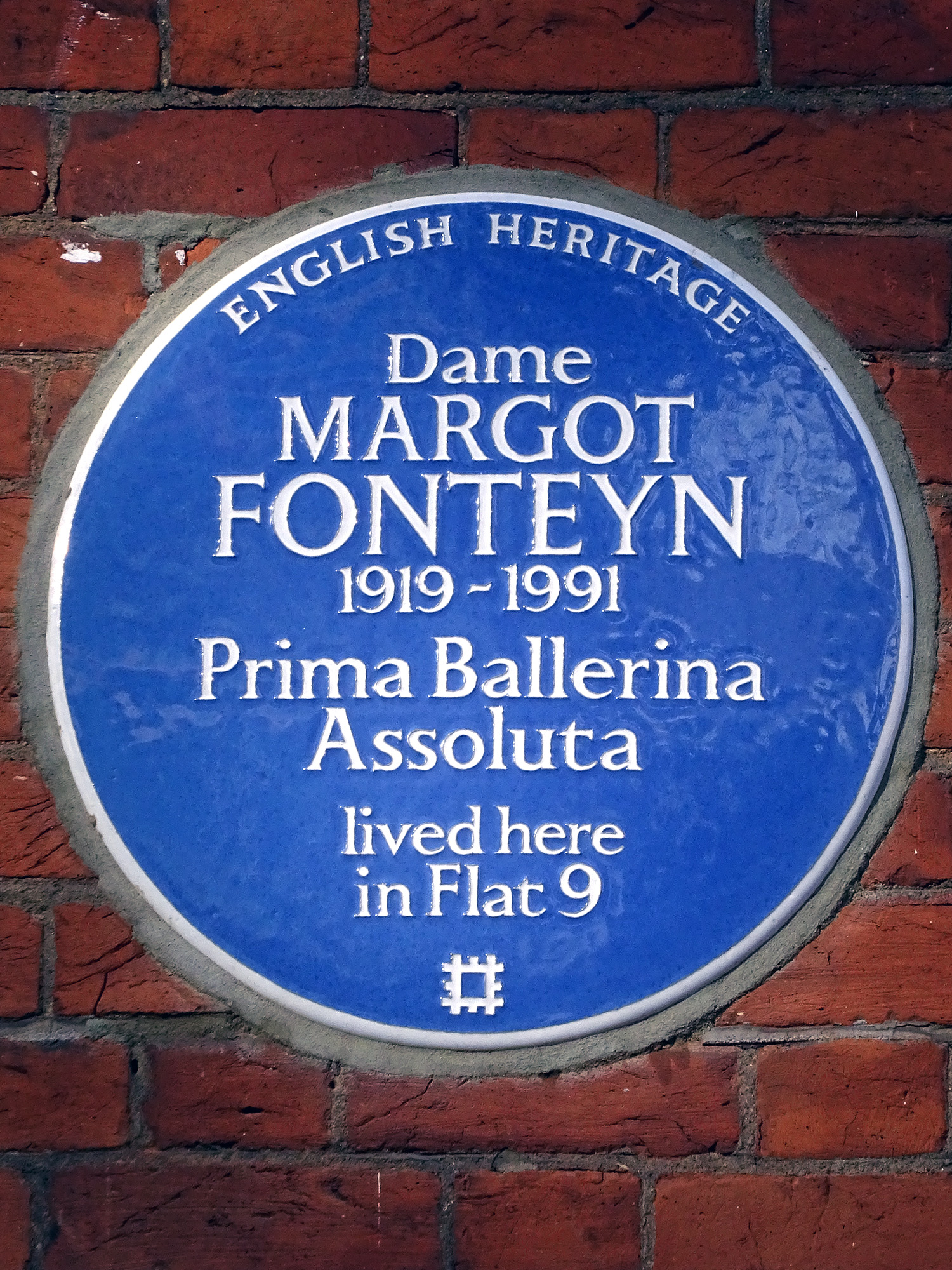
2016 Blue Plaque instal·lada a la residència de Fonteyn's Covent Garden

A la seva ciutat natal de Reigate, es troba una estàtua creada per l'escultor britànic Nathan David el 1980, en homenatge a Fonteyn. Representant-la en el seu paper preferit d'Ondine, l'estàtua va ser encarregada per fans de tot el món. La sala principal de Dunelm House, l'edifici del Sindicat d'Estudiants de la Universitat de Durham, rep el nom de Fonteyn Ballroom en el seu honor, així com el vestíbul del Great Hall of University College, Durham, al Castell de Durham. El 2005, Margot's Closet, una botiga de roba i complements de ball, batejada en homenatge a Fonteyn, va obrir a Marietta, Geòrgia, un suburbi d'Atlanta. L'Acadèmia de Ballet Margot Fonteyn establerta a Peekskill, Nova York, el 2007, rep el seu nom en honor.
A principis de la dècada del 1990, la planta fòssil Williamsonia margotiana va rebre el nom de Fonteyn. Va ser una de les cinc Women of Achievement seleccionades per a un conjunt de segells britànics emesos l'agost de 1996. A la pel·lícula de 1998 Hilary i Jackie sobre la violoncel·lista britànica Jacqueline du Pré, Fonteyn és retratada en un cameo per Nyree Dawn Porter. El 2005 Tony Palmer va fer un documental per a ITV sobre Fonteyn, titulat simplement Margot. Inclou entrevistes amb diversos companys del món de la dansa, l'assistent personal de Nureiev i la cunyada de Fonteyn, Phoebe Fonteyn. La BBC va fer una pel·lícula sobre Fonteyn, emesa el 30 de novembre de 2009, basada en la biografia de Daneman i protagonitzada per Anne-Marie Duff com la ballarina. El 2016, l'English Heritage Trust va instal·lar una placa blava a l'edifici on vivia Fonteyn quan actuava amb el Sadler's Wells Ballet. Per commemorar el 100è aniversari del seu naixement, The Theatre and Film Guild va instal·lar una placa blava commemorativa a Fonteyn a la casa de la seva infància a 3 Elm Grove Road, Ealing.

## Premis i reconeixements
- Nomenada membre de CBE en 1951 i de l'Ordre de l'Imperi Britànic EN 1961.[34]
- Va ser una de les 5 dones seleccionades pels seus mèrits per a aparèixer en els segells britànics en 1996.[35]
- Nomenada canceller de la Universitat de Durham entre 1981 i 1990.
- Estàtua in memoriam a la seva ciutat natal construïda per l'escultor Nathan David.[36]